# ГЕОС (издательство)
Издательство ГЕОС (англ. GEOS Publishers) — российское издательство научной и научно-популярной литературы по естественным наукам, организовано в конце 1990 года в Москве.
Специализируется главным образом на литературе о науках о Земле, выпускает книги, журналы, труды и материалы конференций научных институтов и образовательных организаций.

## История
Издательство создано в 1990 году сотрудниками ГИН АН СССР.
Занимается изданием и распространением научной и научно-популярной литературы. Сотрудничает с Российскими научными фондами, институтами Российской академии наук, отраслевыми институтами и университетами.
Выпустило свыше тысячи наименований монографий, сборников научных трудов и материалов конференций на русском и английском языках.

## Деятельность
Многие годы публикует Труды Геологического института РАН и другие книги и периодические издания ГИН РАН.
Основатель и директор издательства Н. П. Кураленко
Издательство публикует:
- Труды Геологического института РАН[6]
  - Научно-популярная серия (с 2000 года)
  - Очерки по истории геологических знаний (c 2021 года)
- Бюллетень Комиссии по изучению четвертичного периода[7]
- Материалы конференций, совещаний и других мероприятий

## Награды и премии
Книги издательства были отмечены научными премиями, среди них:
Премия имени А. Д. Архангельского:
- 2005 — Куренков С. А., Диденко А. Н. Симонов В. А., за монографию «Геодинамика палеоспрединга».
- 2008 — Гаврилов Ю. О., за монографию «Динамика формирования юрского терригенного комплекса Большого Кавказа: седиментология, геохимия, постседиментационные преобразования».
- 2014 — Дегтярев К. Е., за монографию «Тектоническая эволюция раннепалеозойских островодужных систем и формирование континентальной коры каледонид Казахстана».
- 2020 — Лучицкая М. В., за монографию «Гранитоидный магматизм и становление континентальной коры северного обрамления Тихого океана в мезозое-кайнозое».

Премия имени В. А. Обручева:
- 2014 — Буртман В. С., за серию из двух монографий под общим названием «Тектоника и геодинамика Тянь-Шаня и Высокой Азии в фанерозое».

Премия имени Б. Б. Голицына:
- 2018 — Адушкин В. В., Спивак А. А., за монографию «Физические поля в приповерхностной геофизике».